# Trenton (New Jersey)
Trenton is de hoofdstad van de Amerikaanse staat New Jersey en hoofdplaats van Mercer County. In 2000 had de stad 85.403 inwoners. De stad is onderdeel van het metropoolgebied Delaware Valley, waar ook Philadelphia en Atlantic City deel van uitmaken. Deze metropool heeft 6,5 miljoen inwoners.

## Geschiedenis
Trenton werd in 1679 gesticht door Quakers. In 1719 werd de plaats Trent-towne genoemd naar William Trent, een landeigenaar uit de omgeving. Deze naam werd later ingekort tot Trenton. Tijdens de Amerikaanse Onafhankelijkheidsoorlog stak generaal George Washington op 26 december 1776 de rivier de Delaware over om slag te leveren met Britse troepen. Na deze oorlog was Trenton in oktober en november 1784 de federale hoofdstad. Het werd overwogen om de stad aan te wijzen als de permanente hoofdstad maar de zuidelijke staten waren hierop tegen. In 1790 werd Trenton de hoofdstad van New Jersey.

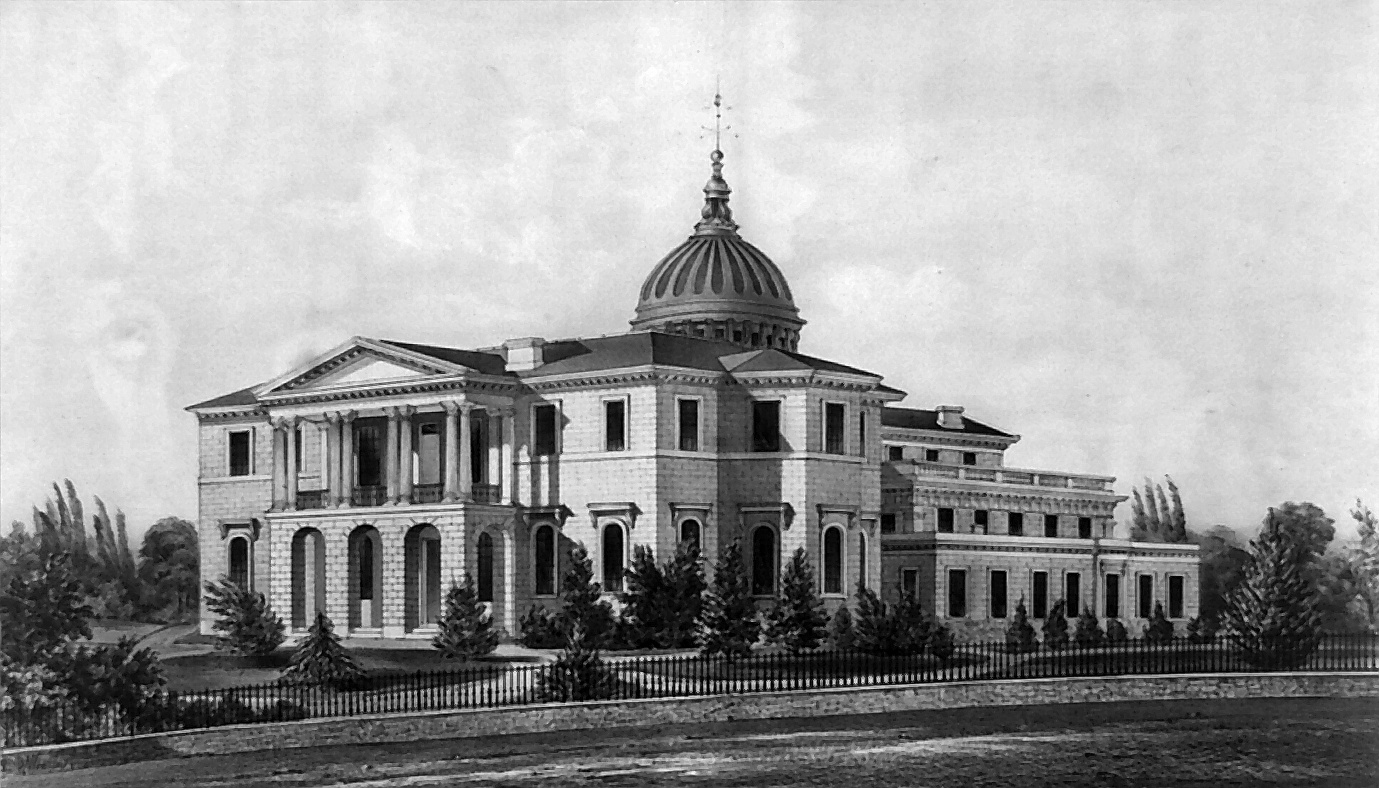
Het capitool in Trenton, ca. 1846

## National Historic Landmarks
- Abbott Farm Historic District, sinds 1976

## Plaatsen in de nabije omgeving
De onderstaande figuur toont nabijgelegen plaatsen in een straal van 8 km rond Trenton.

## Bekende inwoners van Trenton

### Geboren
- George Antheil (1900-1959), componist en pianist
- Betty Bronson (1906-1971), actrice
- Sol Linowitz (1913-2005), advocaat, diplomaat en ondernemer
- David Dinkins (1927-2020), Democratisch politicus (burgemeester van New York 1990-1993)
- Norman Schwarzkopf (1934-2012), generaal
- Antonin Scalia (1936-2016), jurist en rechter van het Hooggerechtshof van de Verenigde Staten
- Tal Brody (1943) Amerikaans-Israëlisch basketballer
- Nona Hendryx (1944), muzikante, schrijfster en actrice
- Michael Cristofer (1945), acteur, filmregisseur, scenarioschrijver, toneelregisseur en toneelschrijver
- Leo Rossi (1946), acteur, filmproducent en scenarioschrijver
- Richie Cole (1948-2020), jazzsaxofonist
- Ntozake Shange (1948-2018), schrijfster
- Brian Delate (1949), acteur, filmproducent, filmregisseur en scenarioschrijver
- Samuel Alito (1950), jurist
- Roxanne Hart (1952), actrice
- Richard Kind (1956), acteur
- N. Gregory Mankiw (1958), econoom
- Dennis Rodman (1961), basketballer
- Mushond Lee (1967), acteur
- Mark Osborne (1970), filmregisseur
- Zach Cherry (1987), acteur
- Jake Weary (1990), acteur, zanger, muzikant, muziekproducent en songwriter
- Carlijn Schoutens (1994), schaatsster
- Athing Mu (2002), atlete